# Маммери, Альберт
Альберт Фре́дерик Ма́ммери (англ. Albert Frederick Mummery; 1855—1895) — один из известнейших альпинистов конца XIX века, по праву считающийся пионером и основоположником альпинизма как спорта «равных возможностей», первопроходец ряда сложных альпинистских маршрутов в Альпах и на Кавказе, первый альпинист в мире, бросивший вызов вершине высотой более 8000 метров (Нанга-Парбат, 8125 м) и ставший первой жертвой «восьмитысячников», писатель, автор конструкции «палатки Маммери» — классической двухскатной палатки, которой на протяжении более чем ста лет пользовались и продолжают пользоваться многие любители активного отдыха в мире.

## Краткая биография
Альберт Фредерик Маммери родился 10 сентября 1855 года в Дувре, Англия, в семье состоятельного предпринимателя — владельца нескольких кожевенных заводов, мэра Дувра (1864—1866) Уильяма Ригдена Маммери (англ. William Rigden Mummery) и его жены Эстер Энн Гендж. После смерти отца в 1868 году Альберт вместе со старшим братом Уильямом Генджем унаследовал семейный бизнес, который предоставил ему достаточную финансовую свободу, чтобы посвятить свой досуг любимым занятиям — альпинизму и экономике. Любовь к горам у Маммери появилась и больше не оставляла его до конца жизни после посещения вместе с семьей в 1871 году Швейцарии. Особенно впечатлил Маммери Маттерхорн. 7 марта 1883 года Альберт женился на Марии Петрик (Petherick) (1859—1946) — дочери Джона Уильяма Петрика, адвоката из Эксетера. У них родилась дочь Хильда.

В 1880-х годах Маммери также проявлял интерес к политической экономии. Через общих друзей он познакомился с экономистом Джоном Гобсоном — преподавателем из Эксетера, вместе с которым стал соавтором работы «Физиология индустрии». Более поздние работы Маммери в этой области не сохранились. После его смерти они были переданы Гобсону и впоследствии исчезли, а семейный архив Маммери был уничтожен во время бомбардировки Эксетера в 1942 году.

## Карьера альпиниста

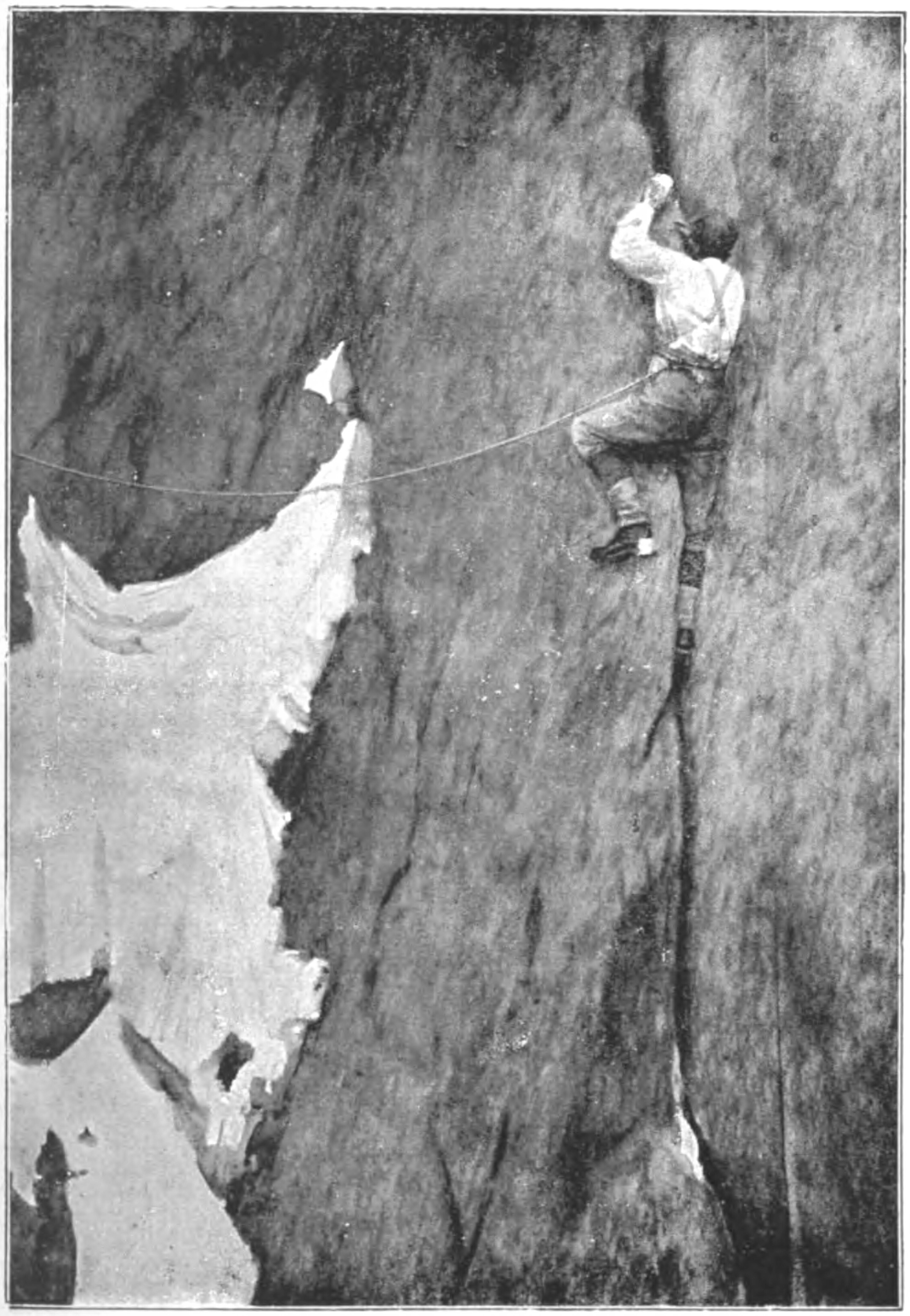
Альберт Маммери

До конца XIX века альпинизм представлял собой восхождения на вершины по наиболее простым гребневым маршрутам в сопровождении местных горных гидов, а сами «альпинисты», как правило, были состоятельными буржуа, считавшими этот вид занятий скорее привилегированным увлечением, нежели спортом. Альберт Маммери заставил радикально по-иному взглянуть на этот вид спорта, заявив, что его суть «… заключается не в восхождении на вершины, но в борьбе и преодолении трудностей». Эта позиция Маммери в отношении альпинизма впоследствии приобрела невероятную популярность среди следующих поколений горовосходителей.
Началом альпинисткой карьеры Альберта Маммери является 1874 год, когда он совершил своё первое восхождение на Маттерхорн по маршруту Эдуарда Уимпера (англ. Edward Whymper) по северо-восточному гребню Хёрнли (англ. Hörnli Ridge). До конца 1870-х годов Маммери, сопровождаемый различными командами альпийских горных гидов, совершил множество восхождений в Альпах, но постепенно начал отказываться от услуг проводников, а также, по возможности, от использования стационарных перил, лестниц и прочей сопутствовавшей инфраструктуры на классических маршрутах к вершинам. Он заявил, что правила игры должны основываться на, по его выражению, «честных возможностях» («by fair means»). Так называемый ныне «Альпийский стиль» (максимально быстрое восхождение на вершину с минимальным весом за плечами и, по возможности, с минимальным использованием дополнительного снаряжения с последующим спуском по наиболее простому маршруту), пионером которого стал Альберт Маммери, возможно, отчасти, был обусловлен его проблемами со здоровьем. Он был высок, худ, нескладен, с детства имел слабый позвоночник, носил очки в проволочной оправе , не любил свой внешний вид и поэтому редко фотографировался. Эти проблемы даже в зрелом возрасте не позволяли ему выполнять тяжёлые задачи в горных экспедициях. Один из его коллег заметил: «Он не мог переносить тяжелые грузы».
К числу первых серьёзных самостоятельных восхождений Маммери между 1879 и 1881 годами относится новый маршрут на Маттерхорн по гребню Цмутт (Zmutt), восхождения на пик Верт (4122 м.) от ледника Шарпуа (фр. Charpoua), Эгий-де-Гран-Шармо (3445 м.) и Эгий-дю-Грепон (3482 м.). Этими восхождениями Маммери заслужил славу одного из лучших альпинистов своего времени и высоко поднял планку тогдашних стандартов. Щель Маммери на Грепоне, пройденная им в 1881 году — это потрясающий участок с уровнем лазания 5.7 (по классификации UIAA), по сей день дающийся не каждому.
В 1888 году Альберт Маммери совершил первое в истории восхождение на непокоренный «пятитысячник» Кавказа вершину Дыхтау (5205 м.) по сложному комбинированному маршруту по юго-западному гребню (4Б по российской классификации). После этого восхождения Маммери был избран членом Альпийского клуба, в котором, однако, так и остался «белой вороной» среди доминировавших образованных  буржуа с высшим университетским образованием. Время от времени он совершал восхождения со своей женой или своей подругой Лили Бристоу. В 1890-х совершил серию сложных самостоятельных восхождений в Альпах вместе с Норманом Колли, Джеффри Гастингсом (англ. Geoffrey Hastings) и Уильямом Слингсби, в том числе на Dent du Requin (3422 м.), Эгий-дю-План (3673 м.) и стене Brenva face Монблана.
О своих восхождениях Альберт Фредерик Маммери в 1895 году опубликовал книгу «Мои восхождения в Альпах и на Кавказе».

## Восхождение на Нанга-Парбат (8125 м)

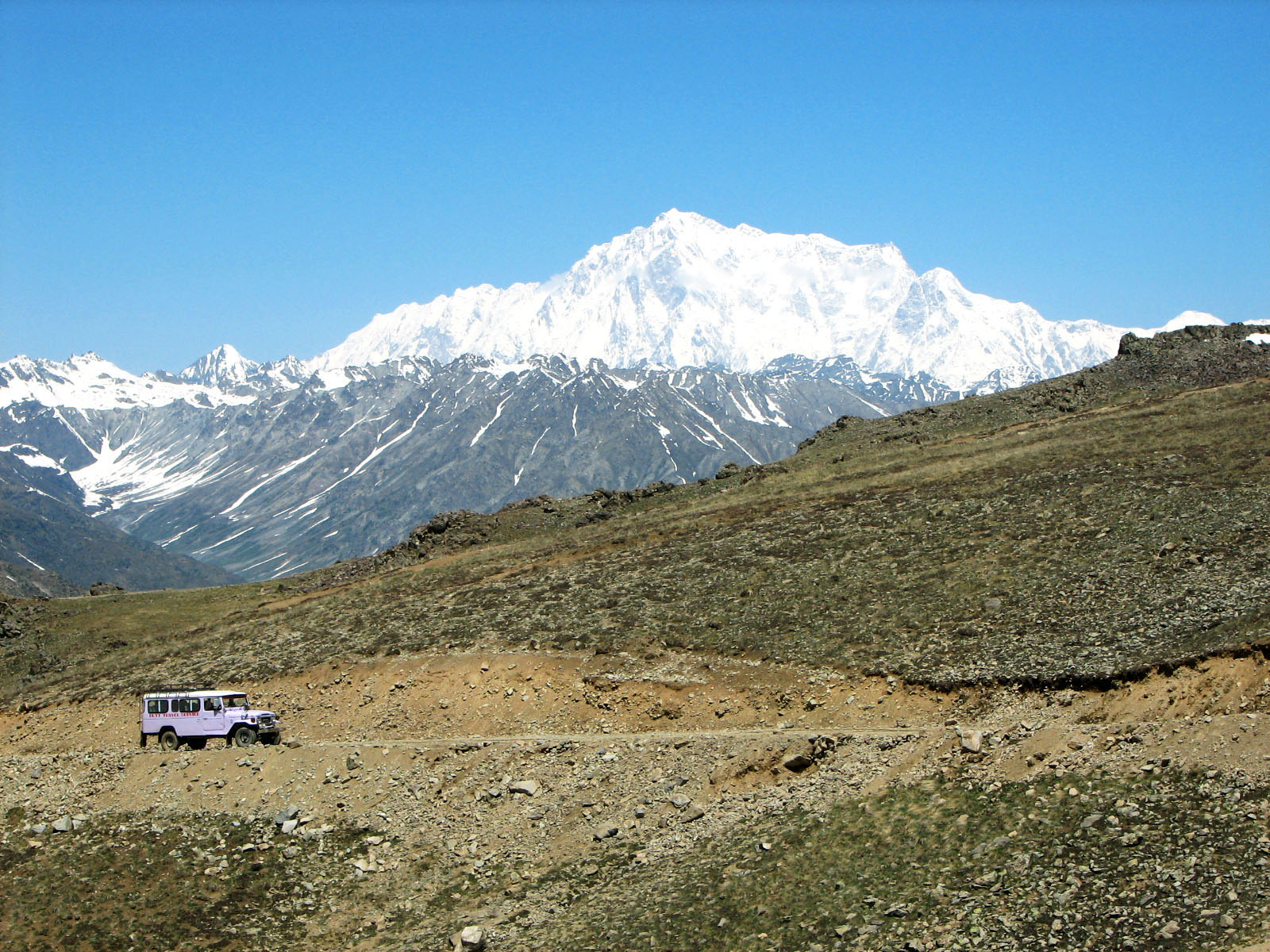
Нанга-Парбат

После того как практически все доступные горные вершины в Европе были покорены, английские горовосходители обратили свои взоры на никем не покоренные вершины Гималаев высотой более 8000 метров.
Первым восходителем, поставившим цель взойти на восьмитысячник, стал Альберт Маммери. В июне 1895 года он отправился в Гималаи вместе с двумя своими старыми компаньонами Норманом Колли и Джеффри Гастингсом с целью восхождения на вершину Нанга-Парбат (8125 метров) — девятой по высоте вершины в мире, в то время наиболее доступной для европейцев. На рубеже XIX-XX веков у альпинистов, естественно, ещё не было ни малейшего представления об особенностях восхождений на столь высокие горы, Маммери рассматривал Гималаи как «обычные» горы наподобие Альп или Кавказа, только с большими высотами.
После проведённой разведки группа остановила свой выбор на попытке восхождения со стороны ледника Диамир. На высоте 6000 метров альпинисты были вынуждены отступить — в отсутствие опыта высотных восхождений (который подразумевает множественные акклиматизационные подъёмы-спуски) все участники страдали от высотной болезни. Норман Колли писал: «Маммери, казалось, никогда не чувствовал усталости, он осилил весь путь, пройдя по рыхлому снегу, проваливаясь в него по пояс, по ледовым стенам, в которых приходилось вырубать ступени несколько часов… разреженный воздух, казалось, нисколько не властен над Маммери». После неудачной попытки восхождения со стороны Диамира Маммери решил попытаться найти другой путь подъёма — со стороны долины Ракиот. Вместе с двумя гуркхами Raghobir Thampa и Goman Singh Маммери направился через перевал в боковом отроге гребня Нанга-Парбат, чтобы разведать путь с другой стороны вершины. 24 августа 1895 года Альберта Маммери и двоих его спутников в последний раз видели на предперевальном склоне. Их гибель, первая в истории Нанга-Парбат и покорения «восьмитысячников», произошла, предположительно, на высоте 6400 метров со стороны ледника Ракиот в результате схода снежной лавины. Тела до сих пор не найдены.

## Палатка Маммери

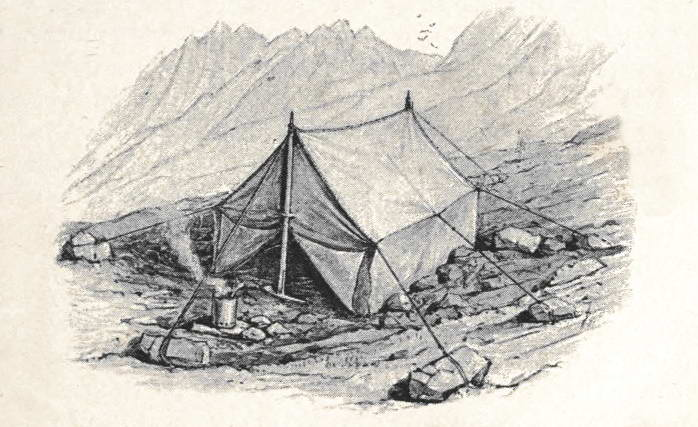
конструкция палатки Маммери

Классическая двускатная палатка-домик

Первой палаткой, разработанной специально для восхождений в горах, была палатка конструкции первовосходителя на Маттерхорн Эдуарда Уимпера 1860-х годов. Его палатка представляла собой двускатный брезентовый полог весом около 9 кг (по другим данным — до 16 кг), растягивающийся на четырёх стойках высотой около 2-х метров. Усовершенствованный вариант, палатка Мида, авторства альпиниста Чарльза Мида, хоть и был легче почти вдвое, всё ещё оставался достаточно тяжёл для переноски. Маммери, выступавший за восхождения без профессиональных проводников или носильщиков, в период между 1888 и 1892 годами внёс существенные изменения в её конструкцию. Его главной задачей было максимальное снижение веса этого элемента лагерного оборудования за счет максимального использования уже имеющегося у альпинистов набора снаряжения. Брезент — основной материал палатки, был заменен на пропитанный шёлк, высота палатки снижена до средней длины альпенштоков (~1,5 м), которые использовались в качестве центральных стоек палатки вместо тяжёлых каркасных оснований. Для центральных и боковых оттяжек использовалась альпийская веревка, закрепляемая на ледорубах или скальных крючьях. Таким образом, вес палатки был снижен до 1-1,5 килограммов. Подробное описание конструкции палатки Маммери было опубликовано в 1892 году в книге «Альпинизм» Клинтона Дента.
В 1892 году Британская фирма «Benjamin Edgington» наладила изготовление палаток Маммери, которые оставались в производстве вплоть до 1968 года. 

Палатки Маммери использовались ранними гималайскими экспедициями. Дальнейшие усовершенствования конструкции коснулись лишь размеров, материалов тента, каркаса и креплений оттяжек. Как модель, недорогая в производстве и подходящая для несложных походов и походов выходного дня, палатка Маммери под разными торговыми марками продолжает выпускаться и по сегодняшнее время.